# Gare de Rothau
La gare de Rothau est une gare ferroviaire française de la ligne de Strasbourg-Ville à Saint-Dié, située sur le territoire de la commune de Rothau, dans la collectivité européenne d'Alsace, en région Grand Est.
C'est une gare voyageurs de la Société nationale des chemins de fer français (SNCF), du réseau TER Grand Est, desservie par des trains express régionaux.

## Situation ferroviaire
Établie à 339 mètres d'altitude, la gare de Rothau est située au point kilométrique (PK) 44,926 de la ligne de Strasbourg-Ville à Saint-Dié, entre les gares de Schirmeck - La Broque et de Fouday.
La ligne devient à voie unique après la sortie de la gare, avant le pont sur la Bruche.

## Histoire
La gare de Rothau est ouverte le 15 octobre 1877 par la Direction générale impériale des chemins de fer d'Alsace-Lorraine (EL) en même temps que la section de ligne de Mutzig à Rothau. La ligne est prolongée jusqu'à Saales le 1er octobre 1890, d'abord au titre d'un chemin de fer d'intérêt local bâti en accotement de la chaussée, puis jusqu'à Saint-Dié le 21 octobre 1928.

Inauguration de la ligne Rothau-Saint-Dié en 1928.
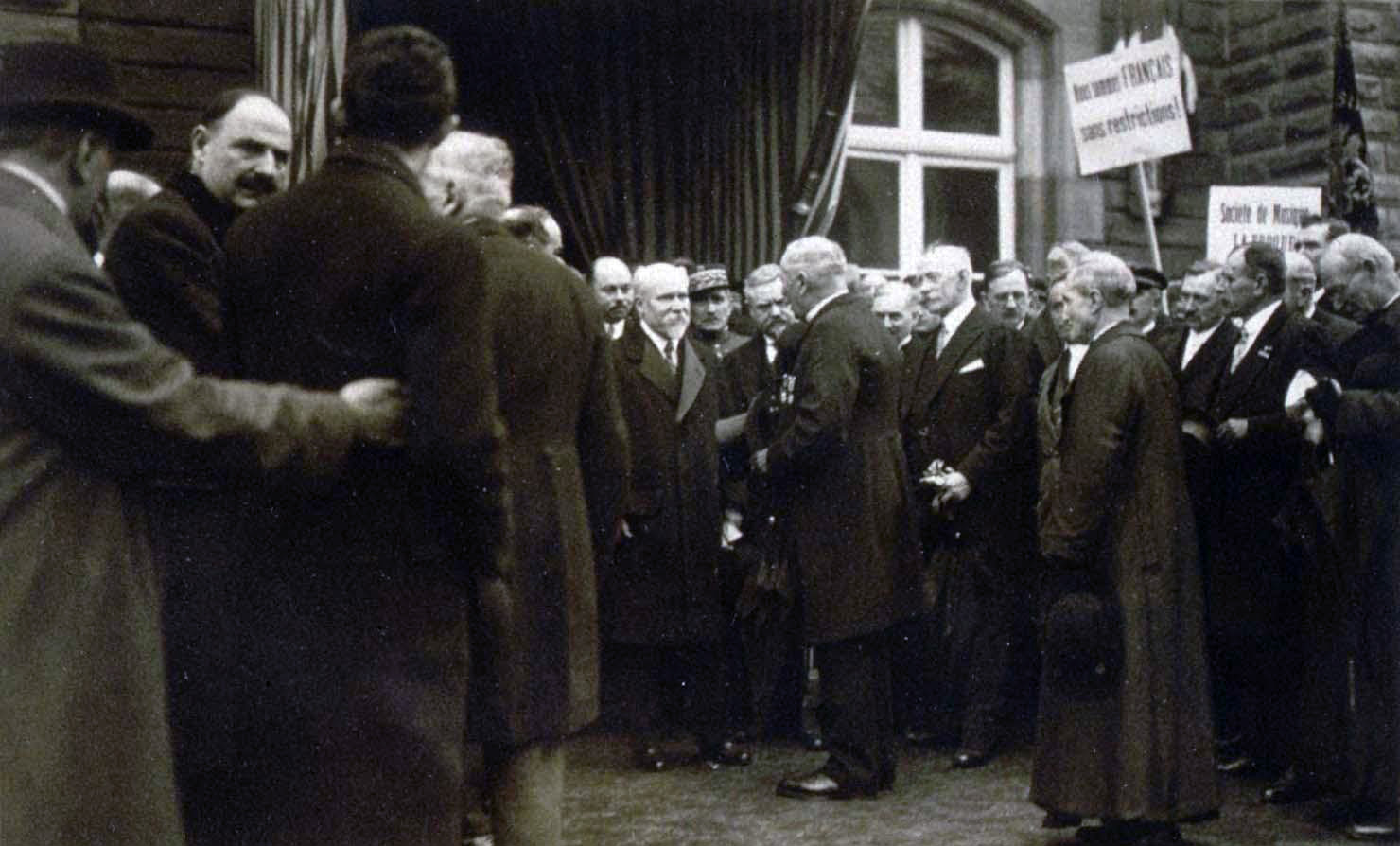
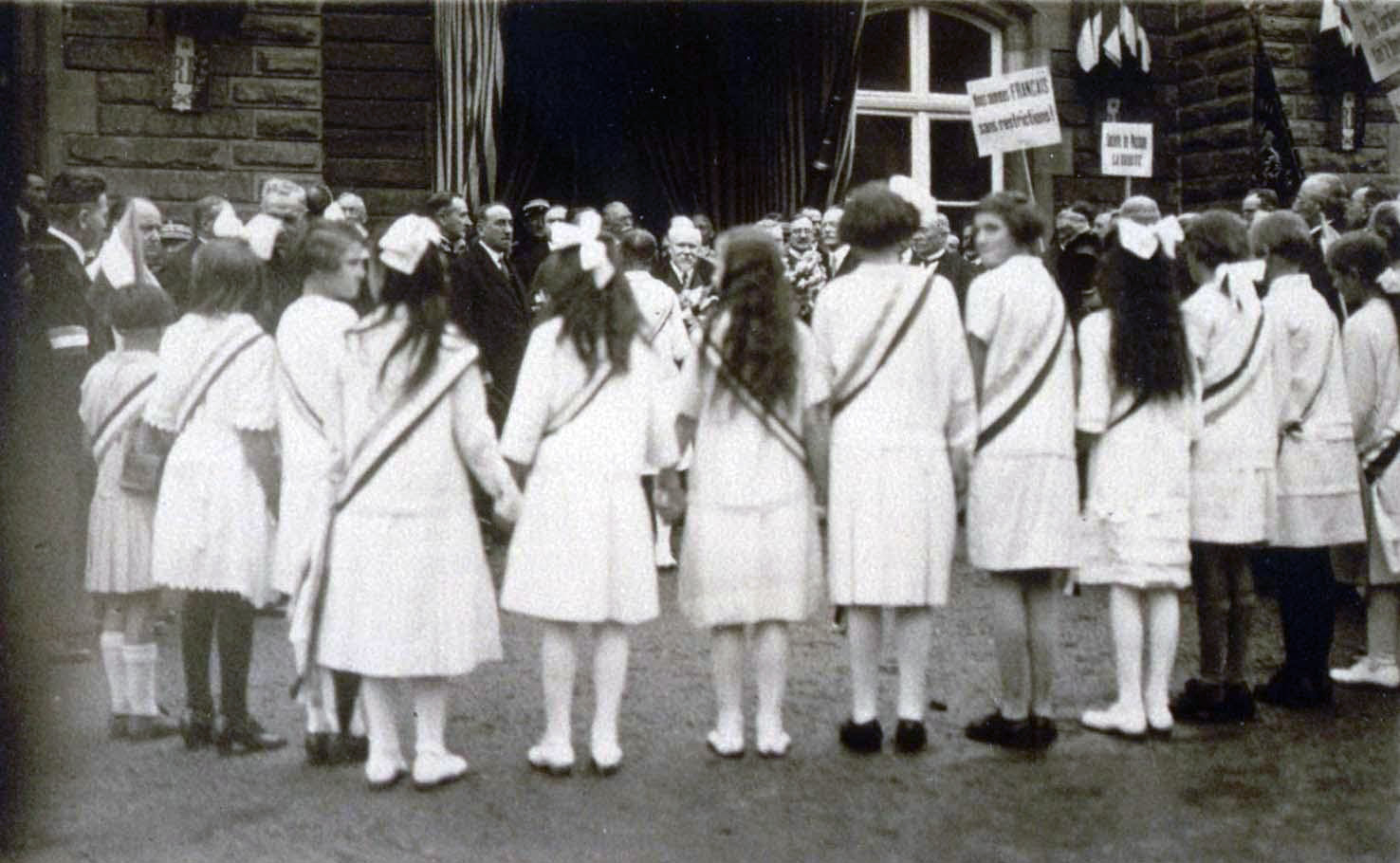

Le 19 juin 1919, la gare entre dans le réseau de l'Administration des chemins de fer d'Alsace et de Lorraine (AL), à la suite de la victoire française lors de la Première Guerre mondiale. Puis, le 1er janvier 1938, cette administration d'État forme avec les autres grandes compagnies la SNCF, qui devient concessionnaire des installations ferroviaires de Rothau. Cependant, après l'annexion allemande de l'Alsace-Lorraine, c'est la Deutsche Reichsbahn qui gère la gare pendant la Seconde Guerre mondiale, du 1er juillet 1940 jusqu'à la Libération (en 1944 – 1945).

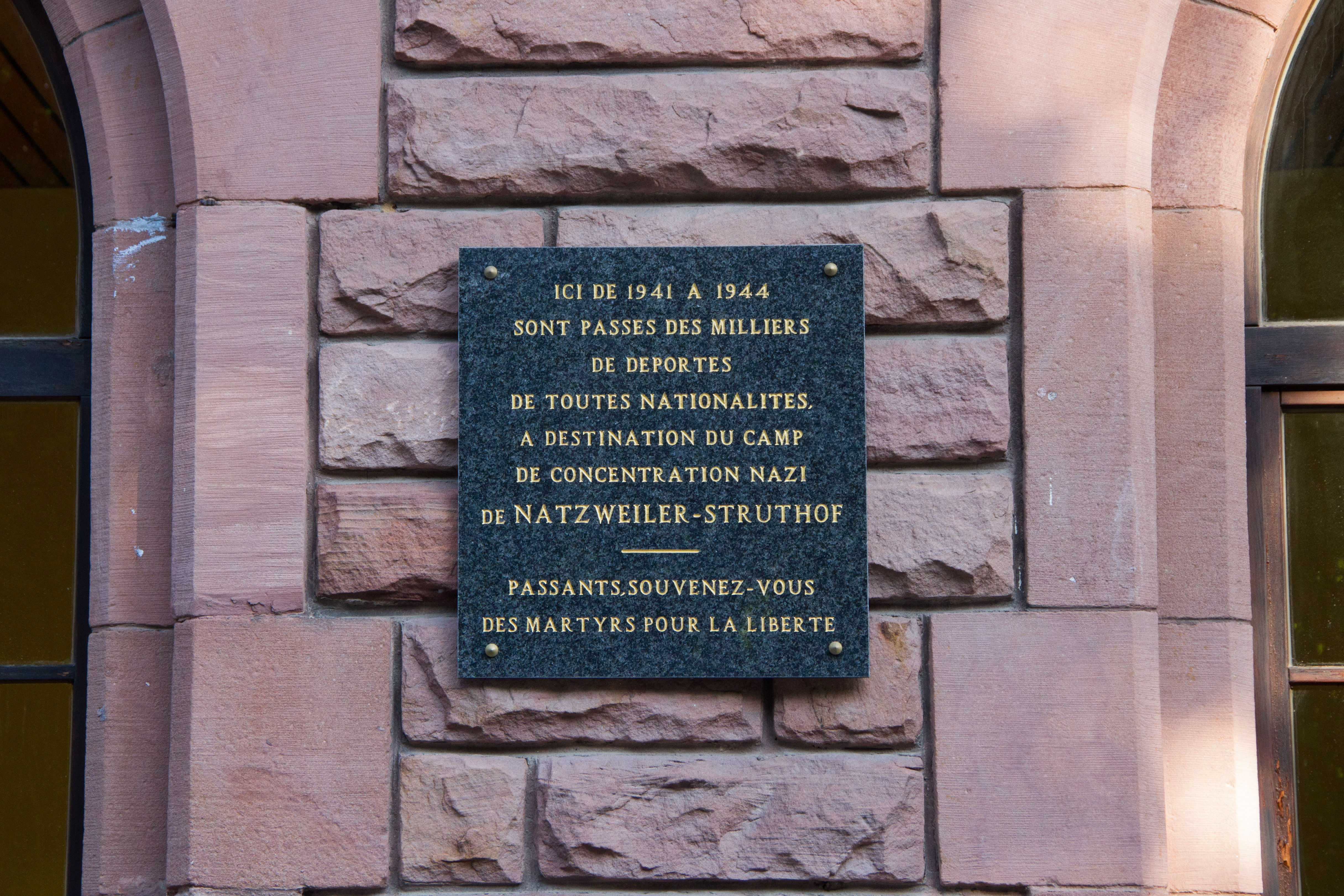
Plaque à la mémoire des déportés.

Les déportés envoyés au camp de concentration de Natzwiller-Struthof transitaient par la gare de Rothau. Il était interdit aux riverains d'entrer en contact avec eux et ils devaient fermer leurs volets. Les convois pouvaient comporter jusqu'à 100 personnes. Les déportés portaient encore leurs habits personnels, sauf lorsqu'ils venaient d'un autre camp. Dans ce cas ils étaient revêtus d'uniformes rayés. Depuis la gare ils passaient devant la Poste et l'actuelle rue des Déportés et montaient au camp à pied, par rangées de trois. Des plaques commémoratives, dont une disposée sur la façade, rappellent la déportation de milliers de personnes depuis la gare,.
En 2014, c'est une gare voyageur d'intérêt régional (catégorie B : la fréquentation est supérieure ou égale à 100 000 voyageurs par an de 2010 à 2011), qui dispose de deux quais, un abri et une traversée de voie à niveau par le public (TVP). La même année, la SNCF estime la fréquentation de la gare à 154 190 voyageurs.

## Fréquentation
De 2015 à 2024, selon les estimations de la SNCF, la fréquentation annuelle de la gare s'élève aux nombres indiqués dans le tableau ci-dessous.
| Année                      | 2015    | 2016    | 2017    | 2018    | 2019    | 2020    | 2021    | 2022    | 2023    | 2024    |
| -------------------------- | ------- | ------- | ------- | ------- | ------- | ------- | ------- | ------- | ------- | ------- |
| Voyageurs                  | 152 120 | 152 538 | 155 932 | 149 967 | 152 482 | 111 464 | 128 195 | 158 758 | 162 798 | 164 034 |
| Voyageurs et non voyageurs | 190 150 | 190 673 | 194 915 | 187 459 | 190 602 | 139 330 | 160 243 | 198 447 | 203 497 | 205 043 |

## Service des voyageurs

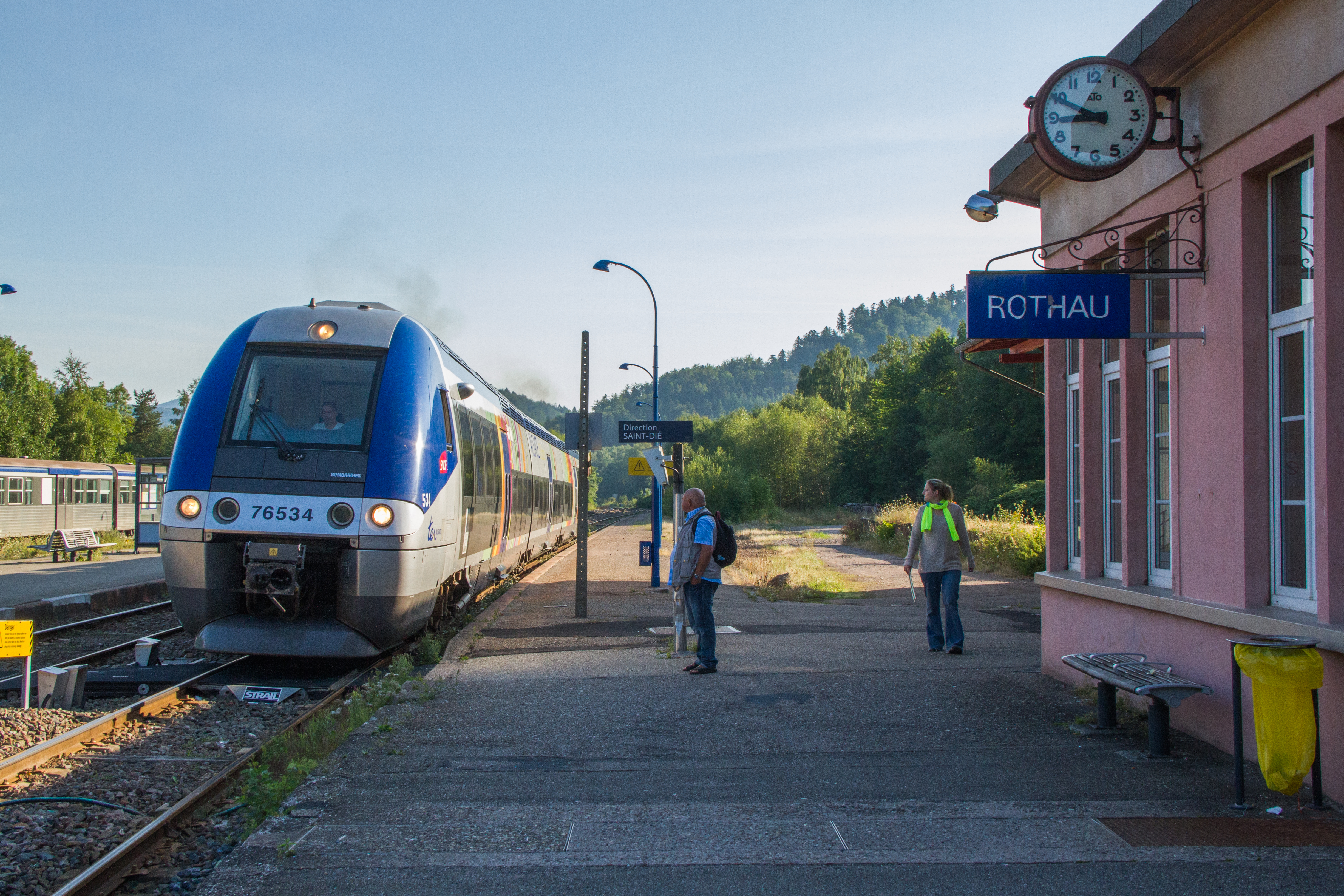
Un TER en direction de Saint-Dié.

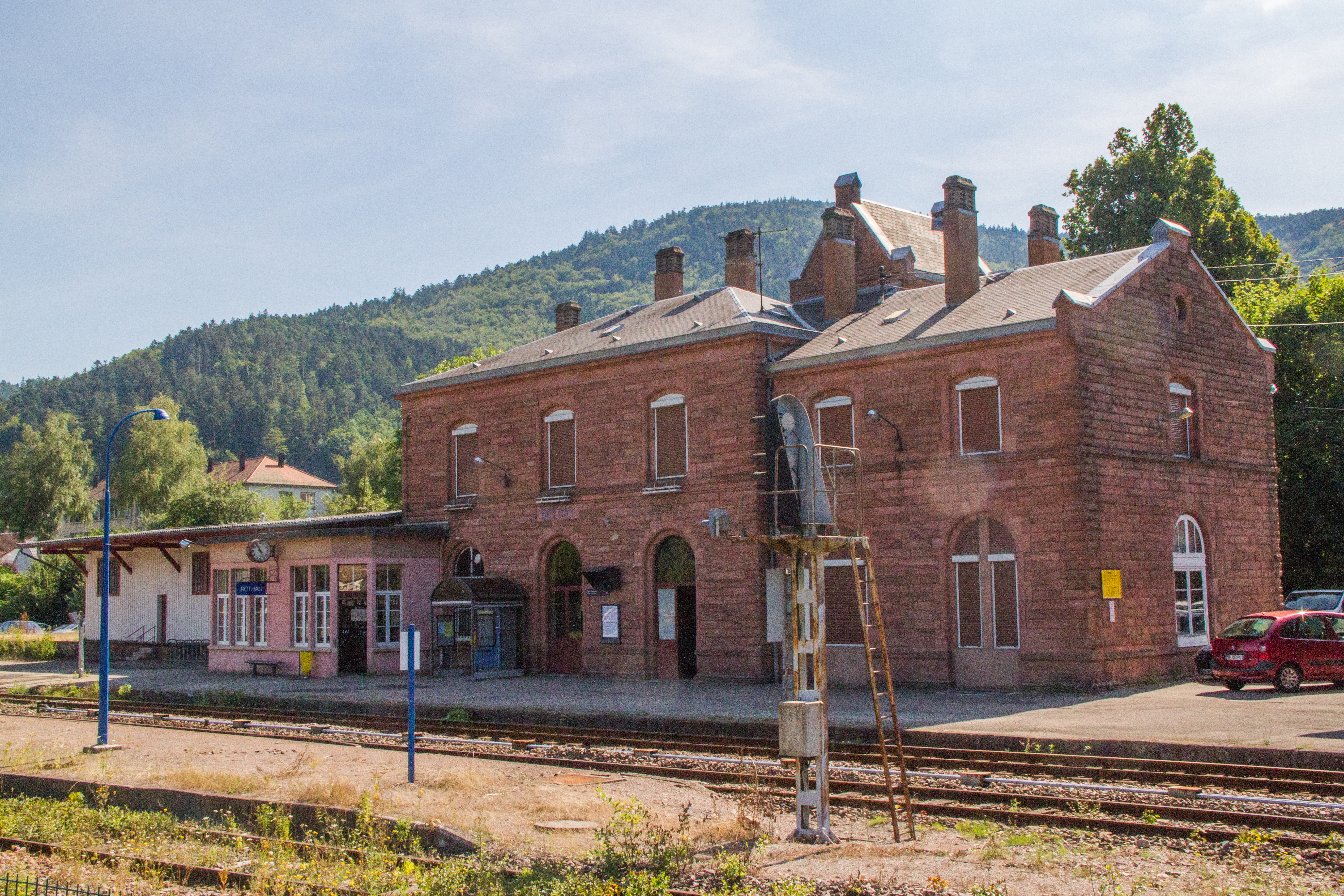
Bâtiment voyageurs, côté voies.

### Accueil
La gare est équipée d'automates pour l'achat de titres de transport TER. Un agent circulation est présent en gare.

### Desserte
Rothau est une gare voyageurs du réseau TER Grand Est, desservie par des trains express régionaux de la relation : Strasbourg-Ville - Saales - Saint-Dié-des-Vosges.

### Intermodalité
Un parc pour les vélos et un parking pour les véhicules y sont aménagés.
La gare est desservie par des autocars à tarification TER sur la relation : Saint-Dié (ou Rothau) - Molsheim.

## Patrimoine ferroviaire

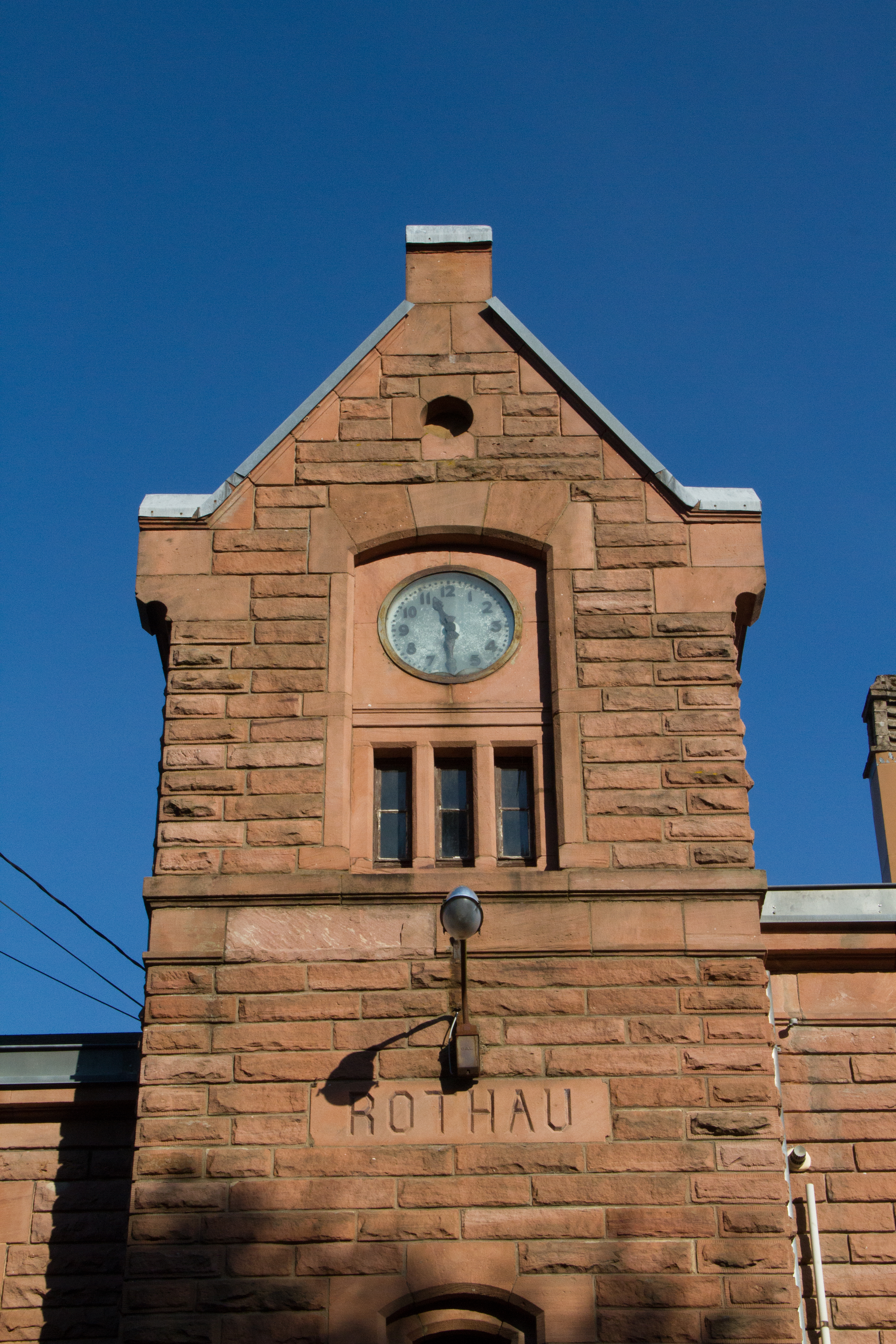
Tour d'horloge.

L'ancien bâtiment voyageurs de 1877 se constitue de quatre parties :
- un corps central à étage de trois travées au toit à deux croupes ;
- une aile à étage de deux travées, légèrement moins haute, au toit à deux versants avec un pignon transversal ;
- la tour d’horloge « donjon » disposée côté cour à la jonction de ces deux parties, dont le sommet se singularise par l'emploi d'une bâtière à pignons longitudinaux ;
- une aile de deux travées en pierre dans la continuité de la halle à marchandises laquelle est réalisée en bois.

La façade, d'aspect rustique, est couverte de blocs de grès avec des bossages, chaînages d'angle et entourage de baies également en pierre. L'aspect général des bâtiments de gare érigés par l'EL après 1871 rappelle les châteaux germaniques du moyen-âge. Un bureau servant de poste d'aiguillage a été ajouté côté quai.